# Irena Jaźnicka
Irena Jaźnicka, z d. Kamecka (ur. 7 grudnia 1915, zm. 12 lutego 1968) – polska koszykarka, hazenistka, siatkarka, piłkarka ręczna, brązowa medalistka mistrzostw Europy w koszykówce Rzym 1938.

## Życiorys

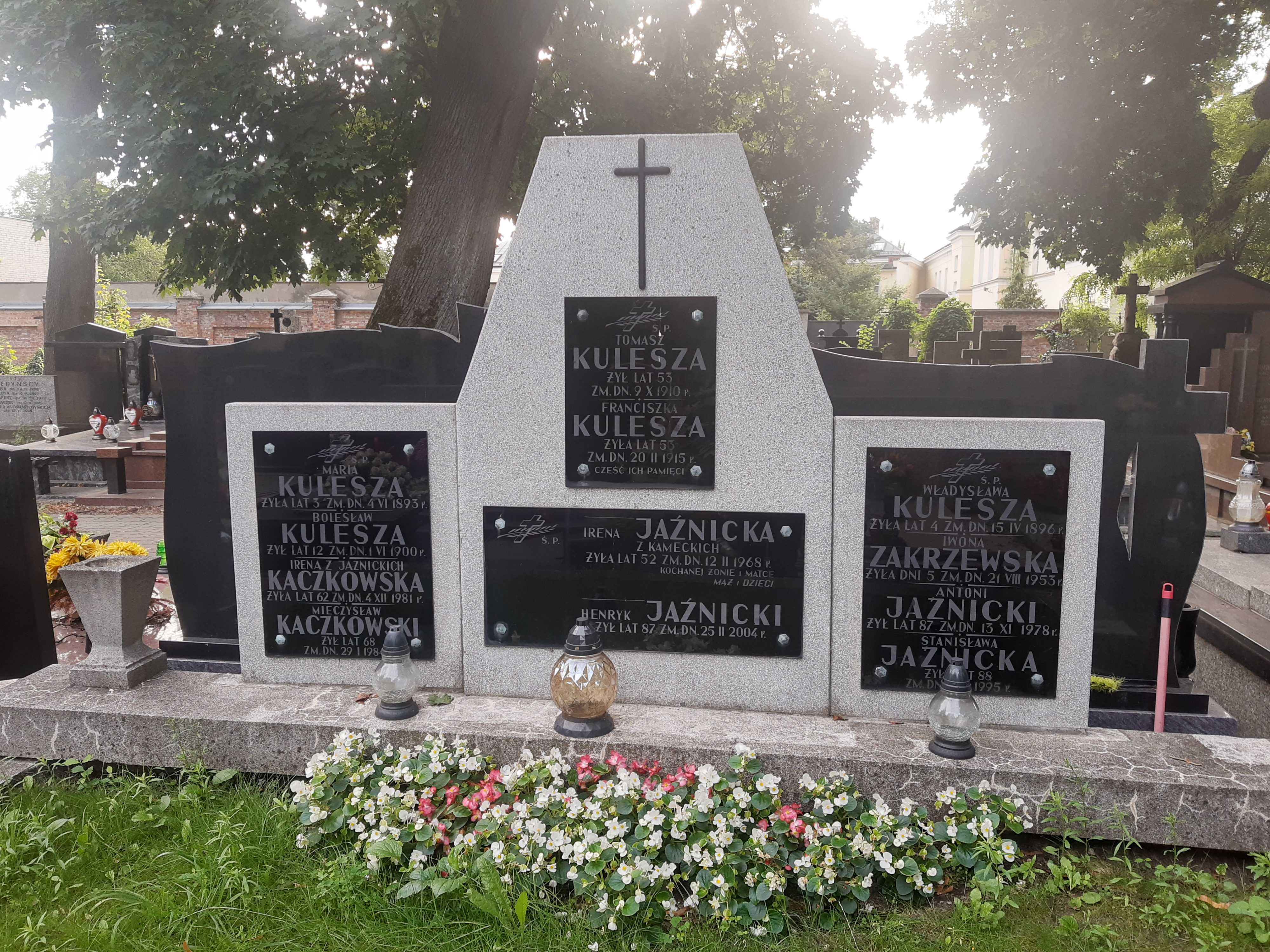
Grób Henryka i Ireny Jaźnickich na cmentarzu Bródnowskim w Warszawie

Była zawodniczką Polonii Warszawa (1933–1939, 1948–1954), Społem Warszawa (1945–1946) i AZS Warszawa (1946–1948), w latach 1933–1939 i 1947–1951 wystąpiła w 35 spotkaniach reprezentacji Polski w koszykówce. Jej największym sukcesem był brązowy medal mistrzostw Europy w 1938, na mistrzostwach Europy w 1950 zajęła z drużyną 6. miejsce. Z warszawskimi klubami zdobyła wiele medali mistrzostw Polski, m.in. z Polonią mistrzostwa Polski w 1934 i 1935 oraz wicemistrzostwo Polski w 1949 w koszykówce, z AZS Warszawa w 1947 i 1948 mistrzostwo Polski w siatkówce. Zakończyła karierę w 1954.
Jej mężem był piłkarz i koszykarz Polonii Warszawa Henryk Jaźnicki, siostrą – koszykarka Maria Kamecka-Kordzik.
Została pochowana w grobie rodzinnym na cmentarzu Bródnowskim (kwatera 4B-2-23/24).